# 亞曼尼
乔治·亞曼尼（Giorgio Armani S.P.A.）為義大利時裝及高級消費品公司，由設計師喬治·亞曼尼於1975年創立。目前集團旗下的產品類別包括男女服裝、配件、手錶、眼鏡、首飾、香水及化妝品、家居用品，甚至包括飯店、餐廳。

## 歷史
西元1970年喬治‧亞曼尼和他的合夥人創辦設計室，開始成為獨立的設計師。亞曼尼從傳統的上衣中悟出新概念，設計出創新、簡潔，可以讓頭髮自然擺放的便裝上衣，他所有的設計無論是男裝、女裝都是以夾克為原點出發，1974年完成他的時裝發表會後，「夾克衫之王」的稱號不脛而走。 1975年，亞曼尼終於在義大利以他的名字創建了自己的時裝公司。

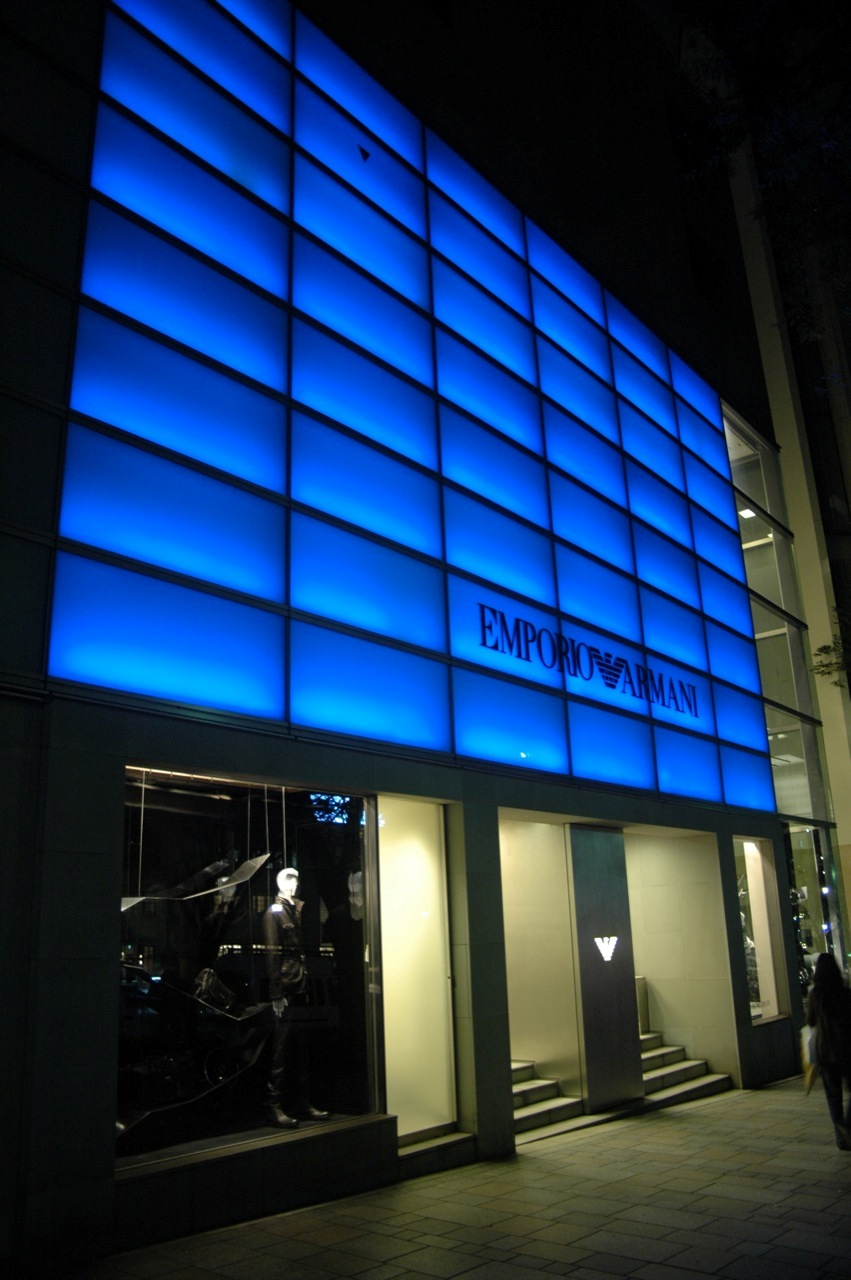
東京店

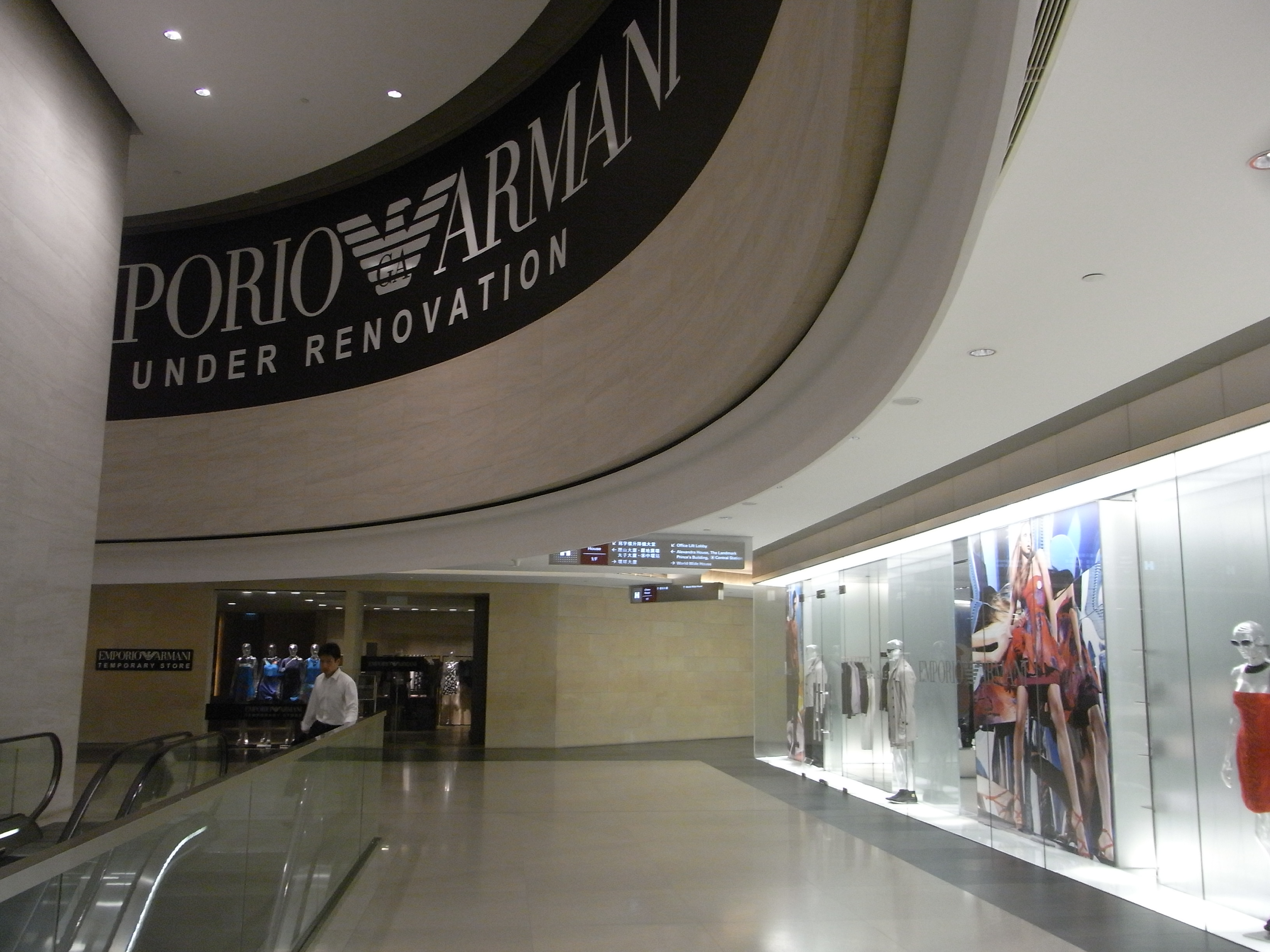
香港遮打大廈店

## 創業經歷
- 1957年，阿瑪尼進入了義大利著名精品百貨連鎖店La Rinascente工作。他在這家百貨公司當過一陣助理攝影師，後來進入了公司的設計室。那段時間，他從印度、日本和美國購買優質產品，並通過舉辦展覽，將外國文化介紹給義大利消費者，從此開始了他對流行時尚的接觸。

- 1964年，從未受過正規培訓的阿瑪尼為有義大利時裝之父稱號的尼諾•切瑞蒂設計了一個男裝系列。在好友塞爾焦•加萊奧蒂的鼓勵下，1970年阿瑪尼成為了一名自由時裝設計師和時裝顧問。在義大利時裝界，阿瑪尼開始嶄露頭角，1973年至1974年間，他在佛羅倫薩比蒂宮白廳舉行的義大利時裝會上推出的飛行員夾克大獲好評，這種夾克把皮革當作普通布料使用。

- 1975年，阿瑪尼和加萊奧蒂創辦了自己的公司——喬治•阿瑪尼有限公司，並確立了阿瑪尼商標，「喬治•阿瑪尼」品牌正式誕生。當年7月，阿瑪尼推出無線條無結構的男式夾克，在時裝界掀起了一場革命。他的設計輕鬆自然，在看似不經意的剪裁下隱約凸顯人體的美感。既揚棄了60年代緊束男性身軀的乏味套裝，也不同於當時流行的嬉皮風格。3個月後，阿瑪尼推出了一款鬆散的女式夾克，採用傳統男裝的布料，與男夾克一樣簡單柔軟，並透露著些許男性威嚴。此後，阿瑪尼與法國時裝大師保羅•波列和可可•夏奈爾一樣，對女裝款式進行了前所未有的大膽顛覆，從而使阿瑪尼時裝成為高級職業女性的最愛。

- 1980年，剪裁精巧的阿瑪尼男女「權力套裝(power suit)」問世，「權力套裝」成為了國際經濟繁榮時代的一個象徵。這種設計的靈感來自於黃金時期的好萊塢，特點是寬肩和大翻領。1980年，李察•基爾在《美國舞男》中，身著全套阿瑪尼「權力套裝」亮相。這部影片大獲成功，阿瑪尼品牌由此給許多觀眾留下了深刻印象。

此後，阿瑪尼開始了與影視明星的長期合作，甚至設計了大量戲劇和舞蹈服裝。1982年，阿瑪尼成為自40年代繼Christian•Dior以來，第一個榮登《時代》雜誌封面的時裝設計師。他經常約請好萊塢明星穿著自己的品牌服裝出席奧斯卡頒獎禮，米歇爾•法伊弗和朱迪•福斯特等一大批名流都是他的忠實客戶。

## 品牌
亞曼尼旗下不同品牌根據不同市場跟目標客層設定。其中每年會在米蘭時裝周登場的只有Giorgio Armani(GA)跟Emporio Armani(EA)兩個品牌，主要由Giorgio Armani本人以及旗下設計團隊直接負責每季的設計及主題走向，其餘的ARMANI品牌則是走比較商業成衣以及實穿的風格，讓每個人都能擁有ARMANI風格的服飾。同時Giorgio Armani跟Emporio Armani的服飾都只有在其精品店及官網內才能購買到，但Armani Collezioni及Armani Jeans則以百貨公司賣場為主要銷售通道，目標面相普羅大眾。

### Emporio Armani
Emporio Armani以摩登的現代風格為主，承襲了Giorgio Armani一貫的優雅跟簡約自然，但注入了更多的前衛及都會流行的元素在每一季。Giorgio Armani會將旗下設計團隊最新研發的材料還有設計趨勢應用在每一季的GA跟EA這兩個主品牌上。
服裝色彩上以黑、白、紅及灰為主，非常有現代感，充分顯出個性化的感覺。
此外，亞曼尼是倡導女裝中性風格的設計師，較樸素搭配和貼身的中性化剪裁，展現出女性身上率性的一面。
於2018年春夏時裝展中，用輕盈的雪紡紗打造的工人褲、長裙、oversized T恤，把女性柔美風格帶出，給予嶄新的都市女性形象。

### Armani Collezioni
以較年長的職場服裝為主要風格，主要目標風格客群在商務人士及上班族，不同於GA以及EA只在自己的精品店銷售，Armani Collezioni的主要銷售通路為各大百貨公司，也是ARMANI旗下銷售通路最廣的服飾系列之一。不同於GA跟EA緊貼每一季在歐洲最新流行趨勢所設計出較為合身及多變的風格，Armani Collezioni在設計跟剪裁上都相當保守。

### Armani Exchange
A|X Armani Exchange 在1991年推出於美國紐約，主打生活時尚與性感的個人風格，設計靈感源自於街頭與流行舞曲文化，目標在於創造一個平易近人的阿曼尼品牌。
在Armani Exchange的服飾及飾品之中，阿曼尼先生以他性感和獨特風格來詮釋休閒與簡約，因此在A|X 時常可見到年輕、都會且性感的設計，這不僅是A|X的特色也是這個品牌的精神。目前Armani Exchange在全球已有超過200間的店面，也持續積極的拓展這塊時尚版圖。
Giorgio Armani集團和Como Holdings Inc.控股公司在2005年簽下合作協議，合資成立了A|X Armani Exchange的控股公司Presidio Holdings Ltd.。2008年，Giorgio Armani集團對該品牌控股公司的控股達到50%。
2014年5月15日（四），Giorgio Armani完成了對A|X Armani Exchange剩餘50%股份的收購，實現對該品牌的100%控股。Giorgio Armani計劃把A|X Armani Exchange打造成第一個意大利快時尚品牌，目標顧客為追崇Armani的年輕人。

## 設計校服
2018年，Giorgio Armani宣佈為東京銀座的泰明小學校設計校服。分別設計了一男一女和長短袖共4套校服。
價格方面，連帽子和袋子全套需要 80,000日圓，而校方亦並非強制學生選擇 Armani 校服。日本財務大臣麻生太郎也作出反應，指校服太貴會令學生負擔不起。

## 代理
在台灣由嘉裕西服於2004年9月取得代理權。
2006年，ARMANI在米兰的总部（乔治阿玛尼有限公司（米兰）,瑞士门德里西奥分公司）在中国上海成立了分公司（乔治阿玛尼（上海）商贸有限公司）

## 外部連結
- 亞曼尼官方網站 （页面存档备份，存于）
- Giorgio Armani Beauty的Facebook專頁
- Giorgio Armani的Instagram帳戶
- Emporio Armani的Instagram帳戶 （页面存档备份，存于）
- Armani的X（前Twitter）
- Giorgio Armani的Facebook專頁 （页面存档备份，存于）
- Emporio Armani的Facebook專頁 （页面存档备份，存于）
- Giorgio Armani的YouTube頻道 （页面存档备份，存于）